# Канадська Хартія прав і свобод
Кана́дська ха́ртія прав і свобо́д (англ. Canadian Charter of Rights and Freedoms, фр. Charte canadienne des droits et libertés) — декларація прав, що формує першу частину Конституційного акту 1982 року. Її метою є захист прав канадських громадян від анти суспільних вчинків, політики й законів федерального та провінційних урядів та об'єднання канадців навколо сукупності цінностей, що втілюють ці права.

## Історія
Хартії передувала Канадська декларація прав, ухвалена урядом Джона Діфенбейкера 1960 року. Разом з тим, Декларація прав була радше федеральним законом, а не конституційним документом і, відповідно, мала більш обмежену дію й легко піддавалась змінам. Окрім того, як федеральний закон вона не могла застосовуватись у провінційних законах. Такі недоліки спонукали деяких членів уряду зайнятись покращенням захисту прав людини та громадянина. Хартія була запроваджена Канадським актом 1982 року, ухваленим британським парламентом за врядування прем'єр-міністра П'єра Трюдо 1982 року.

## Зміст
Хартія закріплює такі права та свободи:
Основні свободисвобода совісті, свобода віросповідання, свобода думки, свобода переконань, свобода слова і свобода преси, свобода мирних зібрань і свобода об'єднань.
Демократичні права
- право на участь у політичній діяльності та право на демократію;
- право голосу та право бути обраним на виборах.

Свобода пересування й місцепроживанняправо виїжджати з Канади та повертатись й оселятись у будь-якій провінції чи мати місцепроживання за межами Канади.
Судові гарантії, право осіб у їхніх відносинах із системою правосуддя й силами охорони порядку на
- життя, свободу й безпеку особистості;
- захист від необґрунтованих обшуків і накладення арешту на майно;
- захист від довільного позбавлення свободи;
- права у разі арешту чи затримання, зокрема звертатись по допомогу до адвоката й бути інформованим про таке право;
- права в кримінально-правовій галузі, в тому числі презумпцію невинуватості;
- захист від жорстокого та незвичайного поводження чи покарання;
- те, що жодні свідчення, які надає особа, не будуть використані для звинувачення в іншому судовому процесі;
- допомогу перекладача під час судового процесу.

Право на рівністьправо на рівний захист законом, незалежно від будь-яких відмінностей.
Мовні права
- право на використання або англійську, або французьку мови у відносинах з канадським федеральним урядом і певними провінційними урядами;
- англійська та французька є офіційними мовами Канади та Нью-Брансвіку;
- англійська та французька мови мають однаковий статус і рівні права;
- право вживати англійську чи французьку мову в діяльності Парламенту Канади та Законодавчих зборів Нью-Брансвіку.
- закони, архівні матеріали, звіти й протоколи засідань Парламенту та Законодавчих зборів Нью-Брансвіку друкуються англійською та французькою мовами;
- англійська чи французька мови можуть вживатись у всіх справах, що подаються на розгляд до судів, започаткованих Парламентом, і судів Нью-Брансвіку;
- право вживати англійську чи французьку мову для передавання повідомлень за місцем знаходження чи до центральних органів урядів Канади і Нью-Брансвіку, а також отримувати повідомлення від тих органів;
- збереження прав щодо англійської чи французької мов, що існують на підставі будь-якого іншого положення Конституції Канади;
- те, що в Хартії згадуються права лише англійської чи французької мов, не скасовує жодні права щодо іншої мови (наприклад, права на використання корінних мов зберігаються, навіть притому, що вони не згадуються в Хартії окремо);
- право на навчання мовою меншості (громадяни Канади з англомовної чи франкомовної меншості мають право здобуття освіти своєю мовою).

Зазначені права можуть обмежуватись лише нормами права в межах, що вважаються розумними, й від них можливі відступи. Умова про межі, що вважаються розумними, дозволяє урядам виправдовувати певні порушення прав з Хартії. Кожна справа, в якій судовий орган виявляє порушення Хартії, робить, таким чином, неминучим аналіз статті 1 для визначення, чи може право бути збережене. Порушення зберігаються, якщо завданням урядової діяльності є досягнення мети, визнаної невідкладною чи важливою в межах вільного й демократичного суспільства, якщо виправдання порушення може бути доведеним. Так, стаття 1 використовувалась для збереження законів, що забороняють певну поведінку, в тому числі повні ненависті промови й непристойності, що насправді гарантуються Хартією як такі, що мають стосунок до свободи висловлення думки. Стаття 1 також підтверджує, що гарантуються всі права, що зазначені в Хартії.
Положення про відступ дозволяє урядам тимчасово виходити за межі прав і свобод, що містяться у статті 2 і статтях 7—15, на максимальний термін у п'ять років; у разі перевищення цього терміну використання положення має бути відновлено, інакше закон, до якого його включено, втрачає чинність. Федеральний уряд ніколи не застосовував це положення, і вважається, що його використання може мати серйозні політичні наслідки. В минулому положення про відступ систематично використовувалось урядом Квебеку (висловлювався проти запровадження Хартії, втім прийняв її). Провінції Саскачеван та Альберта також удавались до застосування положення про відступ, відповідно, для припинення страйку та для захисту традиційного (гетеросексуального) визначення шлюбу. Територія Юкон також ухвалила закон, що посилається на положення про відступ, але він так і не набрав чинності.
Хартія також передбачає, що максимальна тривалість повноважень законодавчих зборів становить п'ять років. Законодавчі збори засідають, щонайменше, один раз на кожні дванадцять місяців.
Окрім того Хартія стверджує:
- Хартія не зазіхає на первинні права чи свободи корінних народів. Права корінних жителів, включаючи права, що витікають з договорів, додатково захищені статтею 35 Конституційного акту 1982 року;
- Хартія не заперечує інші права та свободи, що існують у Канаді;
- Хартія має тлумачитись таким чином, що корелює з цілями збереження та примноження мультикультурної спадщини;
- перелічені в Хартії права та свободи рівною мірою гарантуються особам обох статей;
- не принижуються права та привілеї стосовно конфесійних шкіл;
- Хартія рівною мірою стосується територій;
- Хартія не поширюється на законодавчі повноваження будь-якого органу.